# Новоганнівка (Луганський район)
Новога́ннівка — село в Україні, у Молодогвардійській міській громаді Луганського району Луганської області. Населення становить 1471 осіб.

## Географія
Географічні координати: 48°25' пн. ш. 39°31' сх. д. Часовий пояс — UTC+2. Загальна площа села — 1,055 км².
Село розташоване у східній частині Донбасу за 30 км від районного центру — міста Сорокиного. Найближча залізнична станція — Сімейкине, за 14 км. Через село протікає річка Луганчик.

## Історія
На землі підпорядкованій теперішньому селу спочатку розташовувалися два поселення: старовинне село Черкаський Брід та засноване пізніше село Ганнівка.
У XVIII сторіччі на місці селища існував зимівник Кальміуської паланки Війська Запорозького Низового, відомий під назвою «Черкаський Брід на річці Луганчику».
Черкаський Брід, назва українського походження, двослівна, утворена від слова «черкас» (українець) і слова «брід». Вибір утворюваних слів назви мотивований тим, що заселена ця територія українцями (черкасами) і в селі був брід через річку Луганчик.
Сучасна назва утворена від імені дружини землевласника Петра Дмитровича Міоковича — Ганни і слова «Нове». Ганнівка була заснована П. Міоковичем у другій половині XVIII століття на правах рангової дачі.
Черкаський Брід мав паралельну назву — хутір Черкаський. Пізніше ці землі перейшли до Лазаря Опанасовича Вуїча, і село деякий час називалося Лазарівкою, від імені нового землевласника.
У 1932 році дані поселення були об'єднані, і село стало називатися Новоганнівка.

### ХХ сторіччя
17 липня 1942 року село опинилося під владою німецьких військ. Напередодні, головне господарство, а саме машини, худоба — були евакуйовані в східні регіони країни.
У лютому 1943 року Червона армія звільнила Новоганнівку від окупантів.
У 1952 році через село прокладено асфальтовану дорогу, що з'єднала Луганськ та Сорокине. 1955 року село було електрифіковане.

### Війна на сході України
У 2014 році під час війни на Донбасі неподалік села стояв український опорний пункт, який зазнавав артилерійських ударів бойовиків, а західніше тривали бої за Луганський аеропорт.

## Населення
Згідно з переписом УРСР 1989 року чисельність наявного населення села становила 1652 особи, з яких 801 чоловік та 851 жінка.
За переписом населення України 2001 року в селі мешкала 1471 особа.

### Мова
Розподіл населення за рідною мовою за даними перепису 2001 року:
| Мова       | Відсоток |
| ---------- | -------- |
| українська | 77,36 %  |
| російська  | 21,35 %  |
| білоруська | 0,54 %   |
| інші       | 0,75 %   |

## Економіка
На території села діють ТОВ «Нові енергетичні системи і технології», яке спеціалізується на виробництві радіаторів та котлів центрального опалення, ТОВ «Агросвіт» — виробництво та переробка сільськогосподарської продукції, ПП «Червоне село», ФГ «Освіта» та ФГ «Євсєєв».

## Соціальна сфера
Нині в селі працюють ЗОШ I—III ступенів (150 учнів), амбулаторія, ясла-садок, клуб, бібліотека, відділення поштового зв'язку

## Пам'ятки
- Церква Святих князів Бориса і Гліба Української Православної церкви Луганської єпархії;
- Братська могила радянських воїнів та пам'ятний знак воїнам-односельцям (вул. Шкільна, біля школи).

## Відомі люди
- Синельников Георгій Власович — український письменник і педагог.